# Ludwig Kaufmann (Theologe)
Ludwig Kaufmann (* 30. Oktober 1918 in Zürich; † 8. Juli 1991 ebenda) war ein Schweizer jesuitischer Theologe und Redakteur.

## Leben
Ludwig Kaufmann wurde in eine Familie von Juristen geboren. 1937 machte Kaufmann seine Matura in Zürich. Im Folgejahr trat er in die Gesellschaft Jesu ein. Nach dem Noviziat und dem Studium der Philosophie wurde er 1945 zum Theologiestudium nach Lyon entsandt. Die Theologische Fakultät in Lyon-Fourvière war von der Nouvelle Théologie beeinflusst, eine Erfahrung, die Kaufmann tief prägte. 1948 wurde er zum Priester geweiht. 1949 erlangte er das theologische Lizentiat. Danach war er Religionslehrer am Gymnasium Stella Matutina in Feldkirch, von 1951 bis 1963 Religionslehrer in Basel.
Von 1962 bis 1965 war Kaufmann Konzilsberichterstatter für Zeitungen, Zeitschriften und Rundfunksender beim Zweiten Vatikanischen Konzil. Dabei wurde er vor allem von Bischöfen aus Afrika und Lateinamerika als Gesprächspartner (und Ratgeber) gesucht. Ab 1963 war er Redaktor sowie von 1973 bis zu seinem Tode Chefredakteur der Zeitschrift Orientierung. Er setzte sich für die Befreiungstheologie ein.

## Ehrungen
1988 erhielt er einen Ehrendoktortitel der Katholisch-Theologischen Fakultät Tübingen.

## Schriften
- Begegnung im Heiligen Land. Christenheit, Israel und Islam. C.J. Bucher, Luzern 1964.
- Evangelium suprema regula. Die Kriterien kirchlicher Erneuerung im Spiegel des Ordensdekretes. Kösel, München 1967.
- Damit wir morgen Christ sein können. Vorläufer im Glauben: Johannes XXIII., Charles de Foucauld, Oscar Romero. Herder, Freiburg 1984, ISBN 3-451-20264-6.
- Ein ungelöster Kirchenkonflikt: der Fall Pfürtner Dokumente und zeitgeschichtliche Analysen. Edition Exodus, Freiburg im Üechtland 1987, ISBN 3-905575-32-9.
- mit Nikolaus Klein: Johannes XXIII. Prophetie im Vermächtnis. Edition Exodus, Freiburg im Üechtland 1990, ISBN 3-905575-41-8.